# فرقة المشاة 163 (الفيرماخت)
فرقة المشاة 163 ( (بالألمانية: 163. Infanterie-Division)‏ فرقة مشاة تابعة للجيش الألماني في الحرب العالمية الثانية. تشكلت في نوفمبر 1939، شاركت في غزو النرويج في العام التالي. قاتلت إلى جانب الجيش الفنلندي خلال عملية بربروسا ضد الاتحاد السوفيتي. خلال هذا الوقت، تسبب عبور الفرقة عبر السويد المحايدة في أزمة منتصف الصيف عام 1941. قضت الفرقة معظم الحرب في فنلندا قبل إعادته إلى ألمانيا. تم تدميرها في مارس 1945 في بوميرانيا من قبل الجيش البولندي الأول، التابع للجبهة السوفيتية الأولى البيلاروسية.

## التاريخ
تم رفع فرقة المشاة 163 في نوفمبر 1939. في أبريل 1940، تم توظيفها في غزو النرويج، وهبطت في أوسلو وكريستيانساند وأريندال وستافنجر. بعد ذلك بقيت في مهمة احتلال في النرويج حتى يونيو 1941، عندما كانت تابعة للجيش الفنلندي لدعم العمليات على طول نهر سفير خلال عملية بربروسا.

## التنظيم
هيكل القسم: 
- مقر
  - فوج المشاة 307
  - فوج المشاة 310
  - فوج المشاة 324
  - فوج المدفعية 234
  - كتيبة الاستطلاع 234
  - كتيبة مدمرة الدبابات 234
  - كتيبة الهندسية 234
  - كتيبة الإشارة 234
  - كتيبة الاستبدال الميداني 234

## الضباط القادة
- اللواء المدفعية إروين إنجلبرخت، 25 أكتوبر 1939 - 15 يونيو 1942
- الجنرال دير إنفانتري أنطون دوستلر، 15 يونيو 1942 - 28 ديسمبر 1942
- جينيرال لوتنانت كارل روبيل، 29 ديسمبر 1942 - 8 مارس 1945

## روابط خارجية
- بايبس ، جايسون. " 163. فرقة المشاة ". تم استرجاعه في 9 أبريل 2005.
- ويندل ، ماركوس (2004). " 163. فرقة المشاة ". تم استرجاعه في 9 أبريل 2005.
- " 163. فرقة المشاة ". مقال باللغة الألمانية على www.lexikon-der-wehrmacht.de. تم استرجاعه في 9 أبريل 2005.